# Амурская осень
«Амурская осень» — один из крупнейших открытых фестивалей театра и кино на Дальнем Востоке.

## История
Годом рождения фестиваля считается 2002 год. Целью кинофорума стала пропаганда лучших произведений отечественного кинематографа, театрального и музыкального искусства, посвящённых широкой зрительской аудитории, в отдалённом регионе страны. Немаловажной задачей было налаживание культурных связей с коллегами-кинематографистами Китая, Кореи и Японии.
В рамках фестиваля — два киноконкурса, театральный конкурс, специальные показы, ретроспективы, спектакли, презентации, дискуссии и многое другое. В программе фестиваля представлены российские и зарубежные фильмы.
Только за 2017 год фестиваль посетило около 400 гостей из России, Белоруссии, Украины, Узбекистана, Эстонии, Латвии, Чехии и Италии. Практически половина из них была приглашена в состав делегации, посетивших дружественную КНР.
В 2022 году, в честь юбилея фестиваля было принято решение, создать Театральную школу «Амурская осень». Целью мероприятия было вовлечение школьников Амурской области в театральное искусство.
За 3 года проведения театральной школы, в ней приняло участие огромное количество учеников со всей области, особенно выделились такие коллективы как Театральная студия «Премьера» из пгт. Новобурейский и Театральная студия «Разные роли» из пгт. Серышево